# Política de Grecia

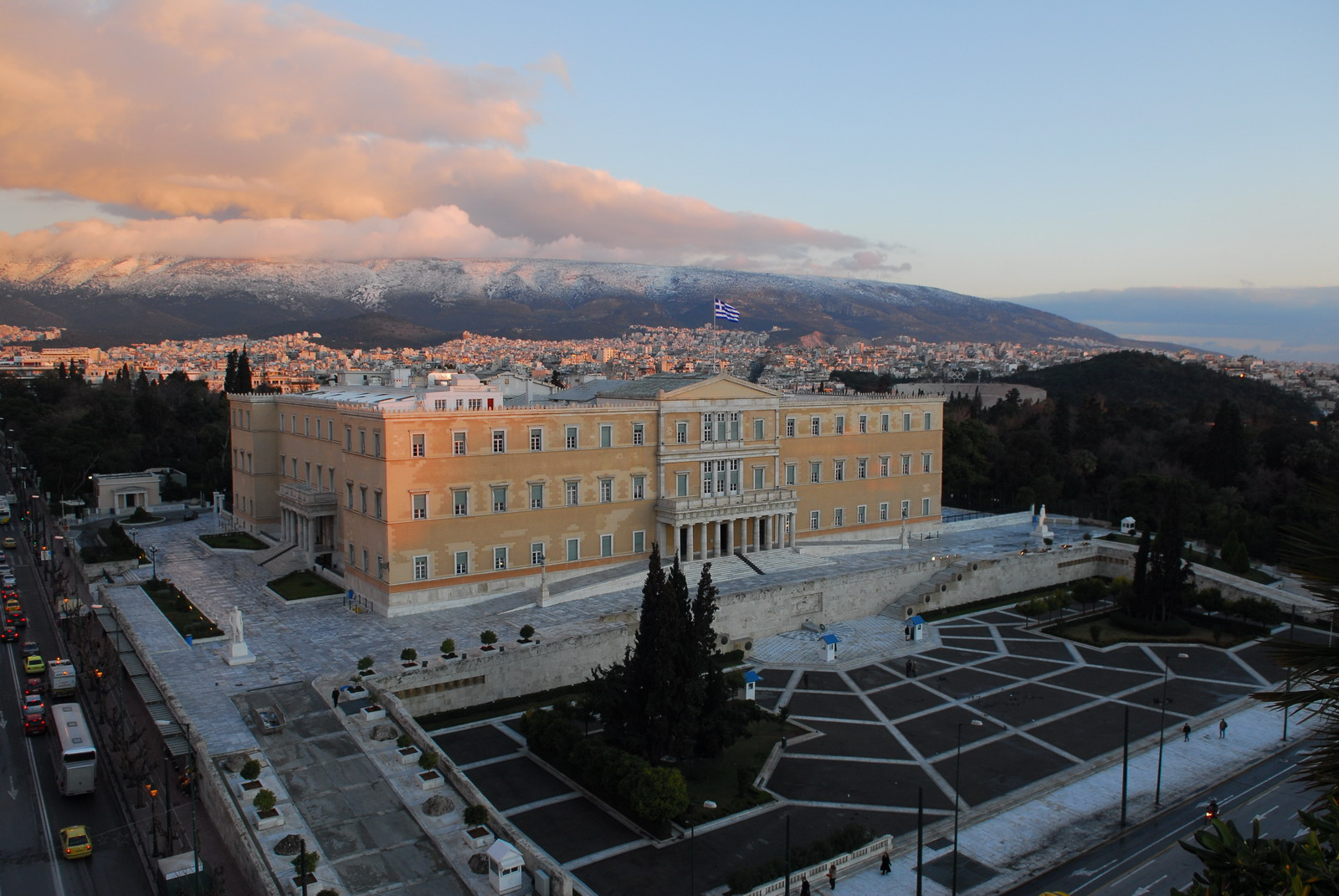
El Antiguo Palacio Real, sede del Parlamento Helénico en Atenas.

Desde el  1 de junio de 1975, con la adopción de la antigua Constitución, Grecia es una república democrática parlamentaria.
La monarquía fue rechazada en referéndum por el pueblo griego el 8 de diciembre de 1974. 
El voto es obligatorio y universal, siendo adquirido ese derecho a los dieciocho años. 
El poder ejecutivo está regido por el jefe de Estado, un presidente, que es elegido por el Parlamento Helénico. Además de eso, existe aún el jefe del Gobierno, nombrado por el presidente y el Gabinete del Gobierno, cuyos miembros son también nombrados por el presidente, teniendo en cuenta las recomendaciones del primer ministro.
El poder legislativo es unicameral y el judicial cuenta con una Corte y un Tribunal Supremo. El sistema legal se basa en el código romano. Con cortes divididas en asuntos de civiles, administrativas y criminales.

## Gobierno
Grecia es, actualmente, una república parlamentaria.
- El Presidente de la República es elegido cada cinco años por el Parlamento Helénico.
- Cada cuatro años se celebran elecciones al Parlamento Helénico tras las cuales se renueva el primer ministro y su gobierno.
- El poder legislativo es unicameral y está representado con 300 miembros del Parlamento Helénico, los cuales representan el pueblo griego.
- El poder judicial es independiente y está representado por tres cortes superiores.
- Grecia se rige de acuerdo a la Constitución política del año 1975, con sus reformas de los años 1986, 2001 y 2008.[1]
- El régimen político de Grecia es la Democracia Parlamentaria. El Presidente, que es elegido por el Parlamento cada cinco años, es el Jefe del Estado. El primer ministro es el Jefe del Gobierno

### Política exterior
Los puntos principales de la política exterior griega en el 2007 son [cita requerida]:son
1. Grecia esta a favor de la reestructuración de la ONU.

- Grecia es miembro de la UE desde 1981.

1. Fomentar sus relaciones con Estados Unidos
2. Llegar a un acuerdo con la vecina Turquía para acordar la traza de la frontera en el Mar Egeo así como para la ocupación ilegal del Chipre «turco».
3. Llegar a un acuerdo con la República de Macedonia, con quien el gobierno griego difería sobre la utilización del nombre «Macedonia» (Grecia reclamaba la utilización de este nombre como parte de la herencia cultural griega). En 2019, firmaron el Acuerdo de Prespa, por el que el país eslavo pasó a denominarse Macedonia del Norte.
4. Frenar la inmigración proveniente de su frontera con Turquía.
5. Fomentar su relación con Iberoamérica en relación con la cooperación comercial, cultural, científica y técnica (sobre todo con Cuba, Venezuela, Perú, Uruguay, Argentina, Brasil, Chile y México).
6. Continuar como observador dentro de la OEA.